# Ilan Ramon
Ilan Ramon (Hebreeuws: אילן רמון, geboren als Ilan Wolfferman (Hebreeuws: אילן וולפרמן)) (Ramat Gan, 20 juni 1954 – boven de staat Texas, 1 februari 2003) was een Israëlisch ruimtevaarder. Ramons eerste en enige ruimtevlucht was STS-107 met de spaceshuttle Columbia en vond plaats op 16 januari 2003. De zevenkoppige bemanning overleed op 1 februari 2003 nadat de shuttle tijdens de terugkeer in de dampkring uiteenviel.
Ramon was luchtmachtpiloot en veteraan van de Jom Kipoeroorlog van 1973 en van de invasie in Libanon van 1982. Hij nam ook deel aan de aanval op de Iraakse kerncentrale Osirak. In 1997 werd hij de eerste Israëlische astronaut bij NASA.
Planetoïde 51828 Ilanramon werd naar hem vernoemd.